# Ooredoo (Algérie)
Cet article concerne la filiale algérienne d'Ooredoo. Pour la filiale tunisienne, voir Ooredoo (Tunisie). Pour la société mère, voir Ooredoo.
Pour les articles homonymes, voir Nedjma.
 (janvier 2013).
Si vous disposez d'ouvrages ou d'articles de référence ou si vous connaissez des sites web de qualité traitant du thème abordé ici, merci de compléter l'article en donnant les références utiles à sa vérifiabilité et en les liant à la section « Notes et références ».
Ooredoo, anciennement Nedjma (en arabe : نجمة, qui signifie « étoile »), est le troisième opérateur (en termes de date d'entrée en vigueur) de téléphonie mobile en Algérie. C'est la marque commerciale mobile de Wataniya Télécom Algérie.
Le parc abonnés (GSM + 3G) de Ooredoo s'est établi à plus de 12,298 millions (à fin 2015).
Wataniya Télécom Algérie (WTA), le premier opérateur multimédia de téléphonie mobile en Algérie, a obtenu une licence de desserte nationale des services de téléphonie sans fil en Algérie le 2 décembre 2003, grâce à une  soumission gagnante de 421 millions de dollars US. Le 25 août 2004, Wataniya a procédé au lancement commercial sous l'ancienne marque Nedjma. 
Le 15 décembre 2013, Ooredoo Algérie lance son réseau commercial HSPA+ sous le label 3G++.

## Historique
WTA a été mise en place par la société koweïtienne Wataniya Télécom, à laquelle s’est jointe United Gulf Bank (UGB). Dotée d’une licence d’une durée de 15 ans, WTA a adopté un programme d’investissements accéléré comportant des projets de 1 milliard de Dollars US sur trois ans.
Wataniya Télécom a été fondée en 1999 au Koweït. Il fait partie des sociétés de Koweït Projects Company (KIPCO), la plus importante entreprise privée du Koweït avec un actif de plus de 10 milliards USD. 
En mars 2007, Qtel devient actionnaire majoritaire (51 %) de Wataniya Télécom Koweït et détient par conséquent 80 % de Nedjma.
En octobre 2009, à l'occasion du lancement de la campagne publicitaire pour la qualification de la sélection nationale Algérienne pour la coupe du monde 2010, l'identité visuelle évolue et se simplifie.
C’est lors d’une conférence de presse organisée, le 12 novembre 2013 à l’hôtel Sheraton du Club des Pins que le directeur général de Nedjma, Joseph Ged a annoncé le changement officiel de son identité commerciale et visuelle en adoptant le nouveau nom Ooredoo (Le nom de la marque traduit de l'arabe signifie « Je veux »).
Du 4 novembre au 15 décembre 2013, la marque ooredoo commence à être lancée progressivement, avec durant cette période la cohabitation des deux identités visuelles en agence, sur internet et dans les publicités.
Au 15 décembre 2013 conjointement au lancement commercial du réseau 3G++, la marque Nedjma disparaît et devient Ooredoo Algérie .

## Identité visuelle

Logo du 25 août 2004 à octobre 2009
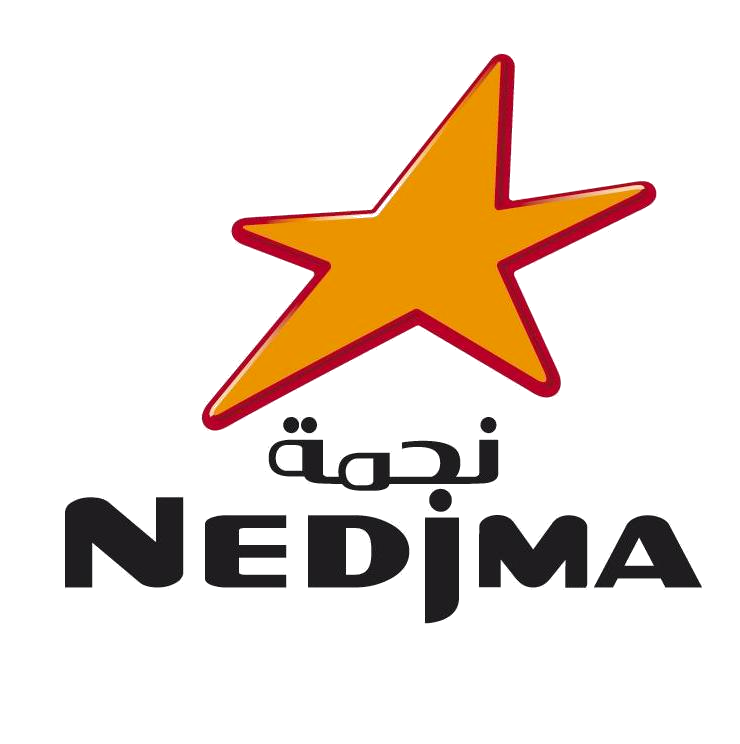
Logo d'octobre 2009 au 4 novembre 2013
Logo du 4 novembre 2013 à 2022
Logo de Ooredoo Algérie
Logo alternatif
Logo depuis 2022

## Réseau
Nedjma utilise le réseau GSM sur les fréquences 900/1800 et le réseau GPRS et EDGE pour les applications de données. D'après l'autorité de régulation de la poste et des télécommunications, le réseau Nedjma couvre 99 % des chefs lieux des wilayas, et plus de 95 % des agglomérations et routes nationales.
Au 31 décembre 2006, WTA comptait près de 1300 employés. Outre son siège social situé à (Chéraga), Alger, WTA a aussi des bureaux régionaux à (Bab Ezzouar), Oran et Constantine.
Au 15 décembre 2013, Nedjma devenue Ooredoo procède au lancement commercial de son réseau 3G HSPA+ après autorisation de l'ARPT, sous le label 3G++ et simultanément avec l'opérateur national Mobilis couvrant ainsi 10 wilayas au premier jour de lancement, en l’occurrence Alger, Oran, Ouargla, Constantine, Sétif, Djelfa et en exclusivité à Béjaia, Chlef, Bouira et Ghardaia.
Le déploiement se poursuivra plus tard à Boumerdès, Blida, Tipaza, Tlemcen, Sidi Bel Abbès, Ain Defla, Biskra et El Oued et en exclusivité Médéa. L’opérateur a décidé de couvrir à partir de fin 2014, 25 wilayas représentant 80 % de la population.

## Espaces Nedjma/Ooredoo
L'opérateur totalise près de 51 espaces de vente opérationnels à travers le territoire national.

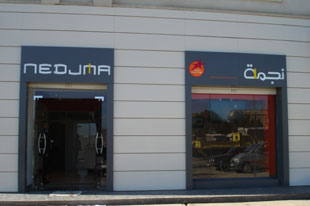
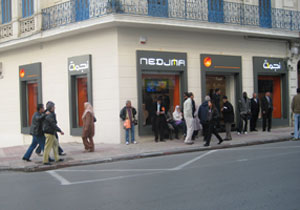
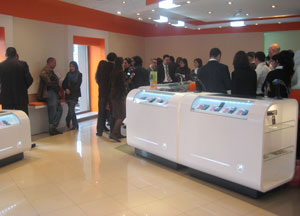

## Sponsoring
Le 10 mars 2009, Nedjma a signé un contrat avec La Fédération algérienne de football pour une durée de 4 ans[réf. souhaitée]. 
Ooredoo Algérie est le sponsor principal[réf. souhaitée] de la Fédération algérienne de football et de l'Équipe d'Algérie de football, de la Fédération algérienne de handball (depuis 2014) et elle est aussi sponsor des 9 clubs professionnelle de football en Algérie :
- JS Kabylie
- MC El Eulma
- MC Oran
- CA Bordj Bou Arreridj
- USM Annaba
- RC Kouba
- CA Kouba
- MC Alger